# Rząd Bashkima Fino
Rząd Bashkima Fino – rząd Albanii od 12 marca 1997 do 25 lipca 1997.

## Skład rządu
| #  | Funkcja                                                         | Portret | Imię i nazwisko        | Kadencja      | Kadencja      | Partia polityczna | Partia polityczna                           |
| #  | Funkcja                                                         | Portret | Imię i nazwisko        | Od            | Do            | Partia polityczna | Partia polityczna                           |
| -- | --------------------------------------------------------------- | ------- | ---------------------- | ------------- | ------------- | ----------------- | ------------------------------------------- |
| 1  | Premier                                                         |         | Bashkim Fino (1962–)   | 12 marca 1997 | 24 lipca 1997 |                   | Socjalistyczna Partia Albanii               |
| 2  | Minister spraw wewnętrznych                                     |         | Belul Çela             | 12 marca 1997 | 25 lipca 1997 |                   | Demokratyczna Partia Albanii                |
| 3  | Minister obrony                                                 |         | Shaqir Vukaj (1942–)   | 12 marca 1997 | 25 lipca 1997 |                   | Socjalistyczna Partia Albanii               |
| 4  | Minister spraw zagranicznych                                    |         | Arian Starova (1954–)  | 12 marca 1997 | 25 lipca 1997 |                   | Związek Liberalno-Demokratyczny             |
| 5  | Minister sprawiedliwości                                        |         | Spartak Ngjela (1948–) | 12 marca 1997 | 25 lipca 1997 |                   | Partia Ruchu Legalności                     |
| 6  | Minister finansów                                               |         | Arben Malaj (1961–)    | 12 marca 1997 | 25 lipca 1997 |                   | Socjalistyczna Partia Albanii               |
| 7  | Minister prywatyzacji                                           |         | Eduard Ypi             | 12 marca 1997 | 25 lipca 1997 |                   | Demokratyczna Partia Albanii                |
| 8  | Minister pracy i spraw społecznych                              |         | Elmaz Sherifi          | 12 marca 1997 | 25 lipca 1997 |                   | Socjalistyczna Partia Albanii               |
| 9  | Minister rolnictwa i żywności                                   |         | Haxhi Aliko            | 12 marca 1997 | 25 lipca 1997 |                   | Socjaldemokratyczna Partia Albanii          |
| 10 | Minister robót publicznych, regulacji terytorialnej i turystyki |         | Vasillaq Spaho         | 12 marca 1997 | 25 lipca 1997 |                   | Republikańska Partia Albanii                |
| 11 | Minister szkolnictwa wyższego i badań naukowych                 |         | Myqerem Tafaj (1957–)  | 12 marca 1997 | 25 lipca 1997 |                   | Demokratyczna Partia Albanii                |
| 12 | Minister przemysłu, transportu i handlu                         |         | Foto Dhuka             | 12 marca 1997 | 25 lipca 1997 |                   | Partia Unii na rzecz Praw Człowieka         |
| 13 | Minister edukacji i sportu                                      |         | Luan Skuqi (1951–)     | 12 marca 1997 | 25 lipca 1997 |                   | Demokratyczna Partia Albanii                |
| 14 | Minister energii i zasobów mineralnych                          |         | Kastriot Shtylla       | 12 marca 1997 | 25 lipca 1997 |                   | Republikańska Partia Albanii                |
| 15 | Minister zdrowia i środowiska naturalnego                       |         | Astrit Kalenja         | 12 marca 1997 | 25 lipca 1997 |                   | Front Narodowy                              |
| 16 | Minister kultury, młodzieży i kobiet                            |         | Ëngjëll Ndocaj         | 12 marca 1997 | 25 lipca 1997 |                   | Chrześcijańsko-Demokratyczna Partia Albanii |
| 17 | Sekretarz Generalny Rady Ministrów                              |         | Ekrem Kastrati (1958–) | 12 marca 1997 | 25 lipca 1997 |                   | Demokratyczna Partia Albanii                |
| 18 | Sekretarz stanu w Ministerstwie Spraw Wewnętrznych              |         | Lush Përpali           | 12 marca 1997 | 25 lipca 1997 |                   | Socjalistyczna Partia Albanii               |
| 19 | Sekretarz stanu w Ministerstwie Obrony                          |         | Ali Kazazi             | 12 marca 1997 | 25 lipca 1997 |                   | Demokratyczna Partia Albanii                |
| 20 | Sekretarz stanu w Ministerstwie Spraw Zagranicznych             |         | Pavli Zeri (1945–)     | 12 marca 1997 | 25 lipca 1997 |                   | Socjaldemokratyczna Partia Albanii          |